# Мост Халивор
Мост Халивор (арм. Հալիվորի կամուրջ) — разрушенный каменный арочный мост через реку Куручай, который был расположен в 2 км юго-западнее села Бёюк Таглар Ходжавендского района Азербайджана.

## История
Мост был построен в 1835 году, о чём свидетельствует сохранившаяся семистрочная армянская надпись, высеченная на камне (42 х 30 см) фасада: «В память мост сей Арутюн сын Геворка, построил моим родителям, кто пройдёт господи помилуй да скажет, 1835». Мост однопролётный каменный арочный. Длина пролёта моста составляет 5,5 м, ширина моста — 3 м.
В ходе Второй карабахской войны село перешло из-под контроля непризнанной Нагорно-Карабахской Республики под контроль Азербайджана, местные жители его покинули, а мост Халивор был разрушен при прокладке дороги. Специальный докладчик ООН в области культурных прав Александра Ксантаки раскритиковала это как уничтожение армянского культурного наследия.